# Красноперекопська телещогла
Красноперекопська телещогла — телекомунікаційна щогла заввишки 235 м, споруджена у 1971 році в Красноперекопську.

## Характеристика
Висота вежі становить 235 м. Висота над рівнем моря — 7 м.